# Isabella de Danemark
 (novembre 2023).
Si vous disposez d'ouvrages ou d'articles de référence ou si vous connaissez des sites web de qualité traitant du thème abordé ici, merci de compléter l'article en donnant les références utiles à sa vérifiabilité et en les liant à la section « Notes et références ».
La princesse Isabella de Danemark, comtesse de Monpezat, née le 21 avril 2007 à Copenhague, est un membre de la famille royale danoise. Fille de Frederik X, roi de Danemark, et de son épouse la reine Mary, elle occupe la deuxième place dans l'ordre de succession au trône de Danemark.

## Biographie

### Naissance et famille
La princesse Isabella de Danemark naît le 21 avril 2007 à Rigshospitalet au centre de Copenhague. Elle est la première fille à naître dans la famille royale depuis la princesse Anne-Marie en 1946.
Elle a deux frères, les princes Christian et Vincent, et une sœur, la princesse Josephine.

### Prénoms
Comme le veut la tradition danoise, les prénoms de la princesse ont été révélés le jour de son baptême. Chacun fait référence a un membre de sa famille :
- Isabella est une référence à la reine Isabelle de Danemark.
- Henrietta fait référence à sa grand-mère maternelle.
- Ingrid fait référence à son arrière grand-mère, la reine Ingrid de Danemark.
- Margrethe pour sa grand-mère paternelle, la reine Margrethe II.

### Parrains
Comme le veut la tradition, ses prénoms sont tenus secrets jusqu’au jour de son baptême le 1er juillet 2007 à l'église du château de Fredensborg. Ses parrains et marraines sont Mathilde, reine des Belges, la princesse Alexia de Grèce, Nadine Johnston, Christian Buchwald, Peter Heering et Marie Louise Skeel.

### Éducation
Le 13 août 2013, Isabella commence l'école à Tranegårdsskolen à Gentofte, la même école publique que son frère aîné.
En janvier 2020, Isabella et ses trois frères et sœurs ont entamé un séjour scolaire de douze semaines à l'école internationale Lemania-Verbier à Verbier, en Suisse. Le séjour a finalement été écourté et les frères et sœurs sont rentrés chez eux en mars en raison de l'aggravation de la situation de la COVID-19 au Danemark.
En mars 2022, il a été annoncé qu'Isabella poursuivrait sa scolarité à l'école Herlufsholm à partir d'août 2022. Cependant, le 26 juin 2022, ses parents ont annoncé dans une déclaration qu'Isabella ne commencerait finalement pas les cours dans cet établissement en raison de révélations de problèmes récurrents de harcèlement, de violence et d'abus sexuels à l'école.
En septembre 2022, elle commence sa 9e année à l'Ingrid Jespersens Gymnasieskole à Copenhague.
En août 2023, Isabella entre au lycée Øregård, fréquenté avant elle par son père Frederik et son oncle Joachim.

### Engagements royaux
La princesse Isabella a commencé à assumer des responsabilités royales à un jeune âge.
En 2015, elle a entrepris son premier engagement officiel lors du baptême du ferry M/F Prinsesse Isabella, qui a été nommé en son honneur et qui opère entre le Jutland et Samsø.
Par la suite, elle a accompagné ses parents, le prince héritier Frederik et la princesse héritière Mary, lors de visites officielles au Groenland en août 2014 et aux Îles Féroé en août 2018.
Au cours de ces visites, elle a participé activement à plusieurs engagements officiels, démontrant son engagement envers ses devoirs royaux.

## Titulature et décorations

### Titulature

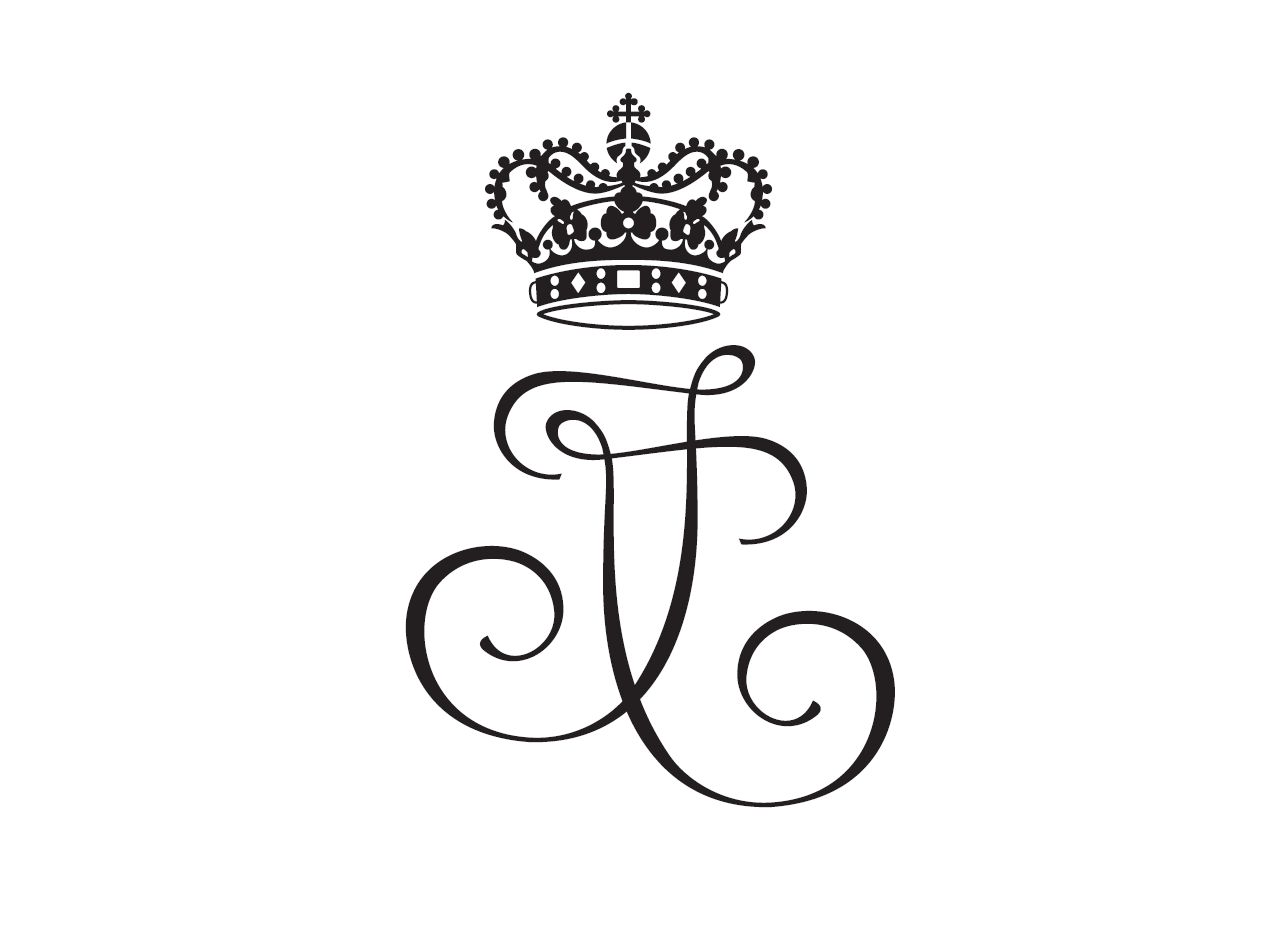
Monogramme de la princesse Isabella.

- 21 avril 2007 – 29 avril 2008 : Son Altesse Royale la princesse Isabella de Danemark (naissance) ;
- depuis le 29 avril 2008 : Son Altesse Royale la princesse Isabella de Danemark, comtesse de Monpezat.

À l'occasion de son 10e anniversaire, le 21 avril 2017, la princesse Isabella de Danemark reçoit comme le veut la tradition son propre monogramme.

### Décoration nationale
- Chevalier de l'ordre de l'Éléphant (Danemark), le 14 janvier 2024 avec remise des insignes prévue le jour de sa majorité en 2025[4].

## Sources
- (en) Cet article est partiellement ou en totalité issu de l’article de Wikipédia en anglais intitulé « Princess Isabella of Denmark » (voir la liste des auteurs).
- Site de la monarchie danoise